# Calabor
Calabor es una localidad española del municipio de Pedralba de la Pradería, en la provincia de Zamora y la comunidad autónoma de Castilla y León.
Se encuentra situada en la comarca de Sanabria, a 2 km de la frontera portuguesa. Los habitantes del lugar, además de castellano, hablan gallego con influencias leonesas y portuguesas.

## Historia
Existen indicios de que fue poblada con anterioridad de la llegada de los romanos, pero fueron estos últimos, al ser grandes aficionados a los baños termales y al cuidado de la salud, los que encontraron los beneficios que aportaban las aguas de esta localidad, hasta el punto de que incluso la exportaban a distintos territorios de Europa. Siglos después, los visigodos acuñarían monedas o tremises de oro en la ceca que habían creado en Calabor, por aquel entonces denominado Calapax.
Fue uno de los territorios reconquistados por el Reino de León, en el que se integró, por lo que se vio afectado por el proceso repoblador que emprendieron sus monarcas. La primera referencia documental a esta localidad es a raíz de que Calabor fuera cedida en 1145 por el rey Alfonso VII de León a Pedro Rodríguez de Senabria. Posteriormente pertenecieron a los dominios de San Martín de Castañeda (1158) y ya en el siglo XV se vincularon a Benavente.

## Economía
El pueblo de Calabor, tiene como fuente económica la agricultura, ganadería, balneario, embotelladora de aguas minerales y un parque eólico.
Hace más de 4 décadas Calabor era una localidad que basaba su economía en las minas de estaño que tiene en su  territorio, así como el antiguo balneario y embotelladora de aguas de Calabor.
Actualmente cuenta con un nuevo balneario, donde los viajeros pueden alojarse, probar la gastronomía local o disfrutar de los baños en sus afamadas aguas minero-medicinales.  

## Las aguas
Conocidas desde la época de la dominación romana, las aguas de Calabor han sido explotadas desde tiempo inmemorial. Se declararon oficialmente en 1887 para uso en bebida, baños y respiratorio. Se trata de unas aguas termales, alcalinas, de mineralización débil y de gran valor terapéutico e hidrológico.